# Alcatrão

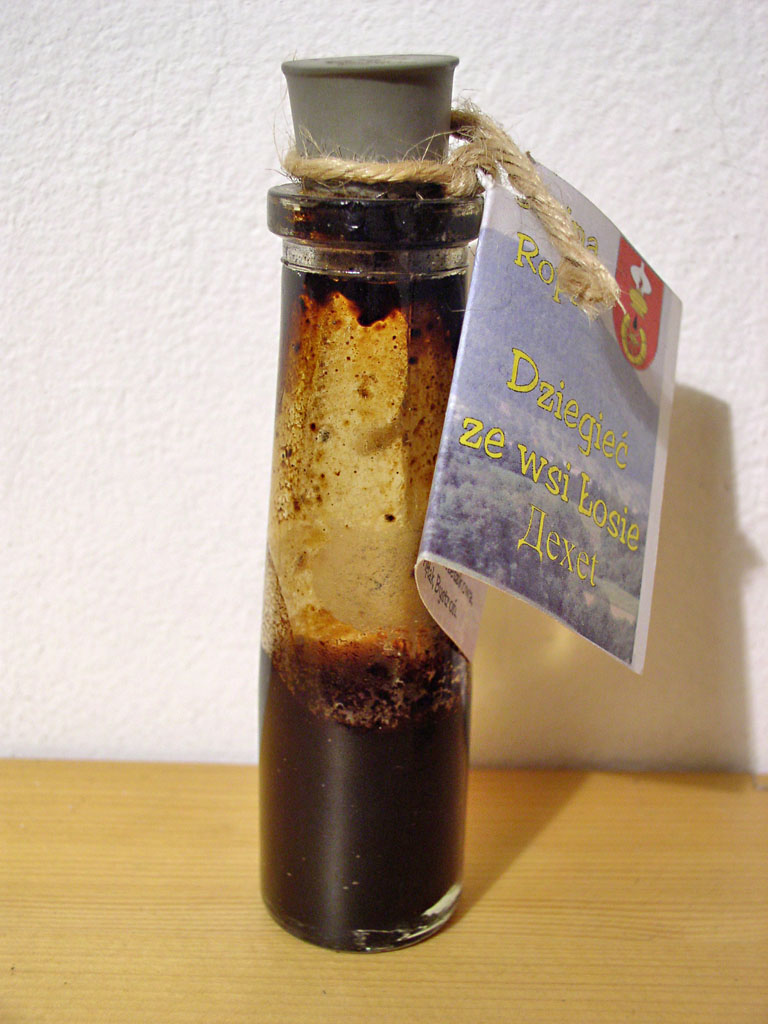
Alcatrão de madeira

O alcatrão é uma mistura de substâncias betuminosas, espessa, escura e de forte odor, que se obtém da destilação de certas matérias orgânicas, principalmente de carvão, ossos e de algumas madeiras resinosas. Destes tipos, o alcatrão de hulha é o produto mais conhecido e comercializado, geralmente por siderúrgicas.
À semelhança de um derivado do carvão do qual retirou o seu nome, o alcatrão é uma substância que se encontra presente no fumo do tabaco. O alcatrão é um resíduo negro e viscoso composto por centenas de substâncias químicas, algumas das quais são consideradas carcinogênicas ou classificadas como resíduos tóxicos. Entre as substâncias que se podem encontrar no alcatrão do tabaco incluem-se hidrocarbonetos policíclicos aromáticos, aminas aromáticas e compostos inorgânicos.
Numa primeira instância, o alcatrão provoca a obstrução dos pulmões e perturbações respiratórias e, à semelhança de outros componentes do cigarro, é responsável pela sua toxicidade, provocando a dependência do tabaco e várias doenças associadas ao seu consumo, como câncer de pulmão e enfisema pulmonar. Em Portugal, a palavra alcatrão é sinónima de asfalto.
Na clássica experiência da origem da vida, realizada em laboratório por Stanley L. Miller e Harold C. Urey, o produto mais abundante foi o alcatrão (85% da produção).